# Sakamoto Shusuke
Shusuke Sakamoto (坂本修佑 Sakamoto Shusuke, sinh ngày 22 tháng 3 năm 1993 ở Tondabayashi, Osaka) là một cầu thủ bóng đá người Nhật Bản thi đấu cho Azul Claro Numazu.

## Sự nghiệp
After attending the Đại học Khoa học Sức khỏe và Thể thao Osaka, anh gia nhập Nara Club in mid-2015. Before the mùa giải 2017, his manager Norihiro Satsukawa turns Sakamoto from a defender to a centre-forward: as a result, Sakamoto scored 18 goals and he was named the JFL's top-scorer. After this performance, he opted to sign cho Azul Claro Numazu.

## Thống kê câu lạc bộ
Cập nhật đến ngày 23 tháng 2 năm 2018.
| Thành tích câu lạc bộ | Thành tích câu lạc bộ | Thành tích câu lạc bộ | Giải vô địch | Giải vô địch | Cúp                   | Cúp                   | Cúp Liên đoàn | Cúp Liên đoàn | Tổng cộng | Tổng cộng |
| Mùa giải              | Câu lạc bộ            | Giải vô địch          | Số trận      | Bàn thắng    | Số trận               | Bàn thắng             | Số trận       | Bàn thắng     | Số trận   | Bàn thắng |
| Nhật Bản              | Nhật Bản              | Nhật Bản              | Giải vô địch | Giải vô địch | Cúp Hoàng đế Nhật Bản | Cúp Hoàng đế Nhật Bản | J. League Cup | J. League Cup | Tổng cộng | Tổng cộng |
| --------------------- | --------------------- | --------------------- | ------------ | ------------ | --------------------- | --------------------- | ------------- | ------------- | --------- | --------- |
| 2015                  | Nara Club             | JFL                   | 12           | 1            | 1                     | 0                     | –             | –             | 13        | 1         |
| 2016                  | Nara Club             | JFL                   | 6            | 0            | 1                     | 0                     | –             | –             | 7         | 0         |
| 2017                  | Nara Club             | JFL                   | 26           | 18           | 1                     | 0                     | –             | –             | 27        | 18        |
| Tổng cộng sự nghiệp   | Tổng cộng sự nghiệp   | Tổng cộng sự nghiệp   | 44           | 19           | 3                     | 0                     | –             | –             | 47        | 19        |